# Damien Chrysostome
Koffi Damien Chrysostome Anderson (* 24. Mai 1982 in Cotonou), meist nur Damien Chrysostome, ist ein ehemaliger beninischer Fußballspieler auf der Position eines Innenverteidigers. Er war zuletzt bei JJK Jyväskylä in Finnland und in der beninischen Nationalmannschaft aktiv.

## Karriere

### Verein
Chrysostome begann seine Karriere beim beninischen Erstligisten ASPAC FC in der Hafenstadt Cotonou, für den er bis 1999 aktiv blieb. Zur Saison des Jahres 2000, verließ er Benin in Richtung Italien und schloss sich den Zweitligisten AS Cittadella an. Er war damit der erste beninische Profispieler, der in Italien Fußball spielte. In den ersten beiden Jahren bei Cittadella kam er nicht zum Einsatz und stieg 2002 mit den Verein in die Drittklassige Serie C1 ab. Doch auch in dieser Klasse sollten in den darauffolgenden zwei Jahren nur 20 Einsätze folgen. Um Spielpraxis zu sammeln, wurde er 2004 zum AS Biellese in die Viertklassige Serie C2 verliehen. Doch auch hier kam Chrysostome lediglich zu 15 Pflichtspieleinsätzen. Nach seiner Rückkehrt zu Cittadella, erspielte er sich eine Stammposition und überzeugte in seiner letzten Saison für den Verein mit 26 Ligaspielen.
Es folgten kurze Stationen beim Viertligisten AC Cuneo in der Serie C2 und dem FBC Casale in der damals noch fünftklassigen Serie D. 2008 verließ er Italien endgültig und schloss sich dem französischen Zweitligisten FC Metz an. Hier kam er jedoch nicht über die Rolle eines Perspektivspielers hinaus und absolvierte lediglich 19 Pflichtspiele. Nach nur einer Saison verließ er Frankreich und unterschrieb 2009 beim türkischen Erstligisten Denizlispor. Nach dem Abstieg des Vereins in die Zweitklassigkeit wurde sein Vertrag 2011 nicht verlängert, und er schloss sich nach kurzer Vereinslosigkeit dem finnischen Erstligisten JJK Jyväskylä an. Hier absolvierte er jedoch kein einziges Spiel und beendete seine Karriere im Jahr 2014. Seit dem Ende seiner Karriere arbeitet Chrysostome als Fußballagent.

### Nationalmannschaft
Sein Debüt für die beninische Fußballnationalmannschaft gab Chrysostome am 8. September 2002 im Spiel gegen die Mannschaft aus Tansania. Er war Teilnehmer am Africa-Cup in den Jahren 2004, 2008 und 2010, schied jedoch bei allen Turnieren in der Vorrunde aus. Bis zu seinem letzten Spiel am 5. Juni 2011 im Rahmen der Qualifikation zum Afrika-Cup 2012 gegen die Elfenbeinküste, absolvierte er 55 A-Länderspiele für Benin.